# 火星探路者
火星拓荒者號是一艘在1997年攜帶探測車登陸火星且建立基地的美國太空船。它包括命名為卡爾薩根紀念站的登陸器和一輛重量很輕（10.6公斤/23磅）、命名為旅居者號的輪型機器人火星車 。
這艘太空船於火星全球探勘者號發射一個月之後的1996年12月4日由德爾它 II發射，並於1997年7月4日於火星上稱為歐克西亞沼區的克里斯平原阿瑞斯谷著陸。然後登陸者展開，露出裡面的火星車，在火星表面進行了許多實驗。這項任務攜帶了一系列的科學儀器來分析大氣層、氣候、地質和岩石與土壤的組成。它是NASA在領導人丹尼爾·戈爾丁倡議更快、更好、更便宜的座右銘下，主要是使用低成本的太空船和頻繁發射的發現計畫的第二個專案。這個任務是NASA負責的火星探測，由噴射推進實驗室和加州理工學院的分部指導，專案經理是噴射推進實驗室的東尼·史佩爾 (Tony Spear)。
這次任務是包括火星車的一系列任務的第一次，並且是自1976年兩次維京號登陸紅色行星之後第一次的成功著陸。蘇聯雖然在1970年代的月球步行者計畫中成功的讓登月車著陸，但是它企圖讓火星車登陸火星的火星計畫卻失敗了。
除了科學目標，火星拓荒者號任務也是各種創新技術的概念証明，像是安全氣囊 —— 間接著陸和自動迴避障礙，這兩項在後續的火星車任務都在採用。相對於其它的無人火星探測器任務，火星拓荒者的低成本也是很顯著的。起初，這個任務只是做為第一個火星環境測量 (Mars Environmental Survey，MESUR ) 計畫。

## 任務目標

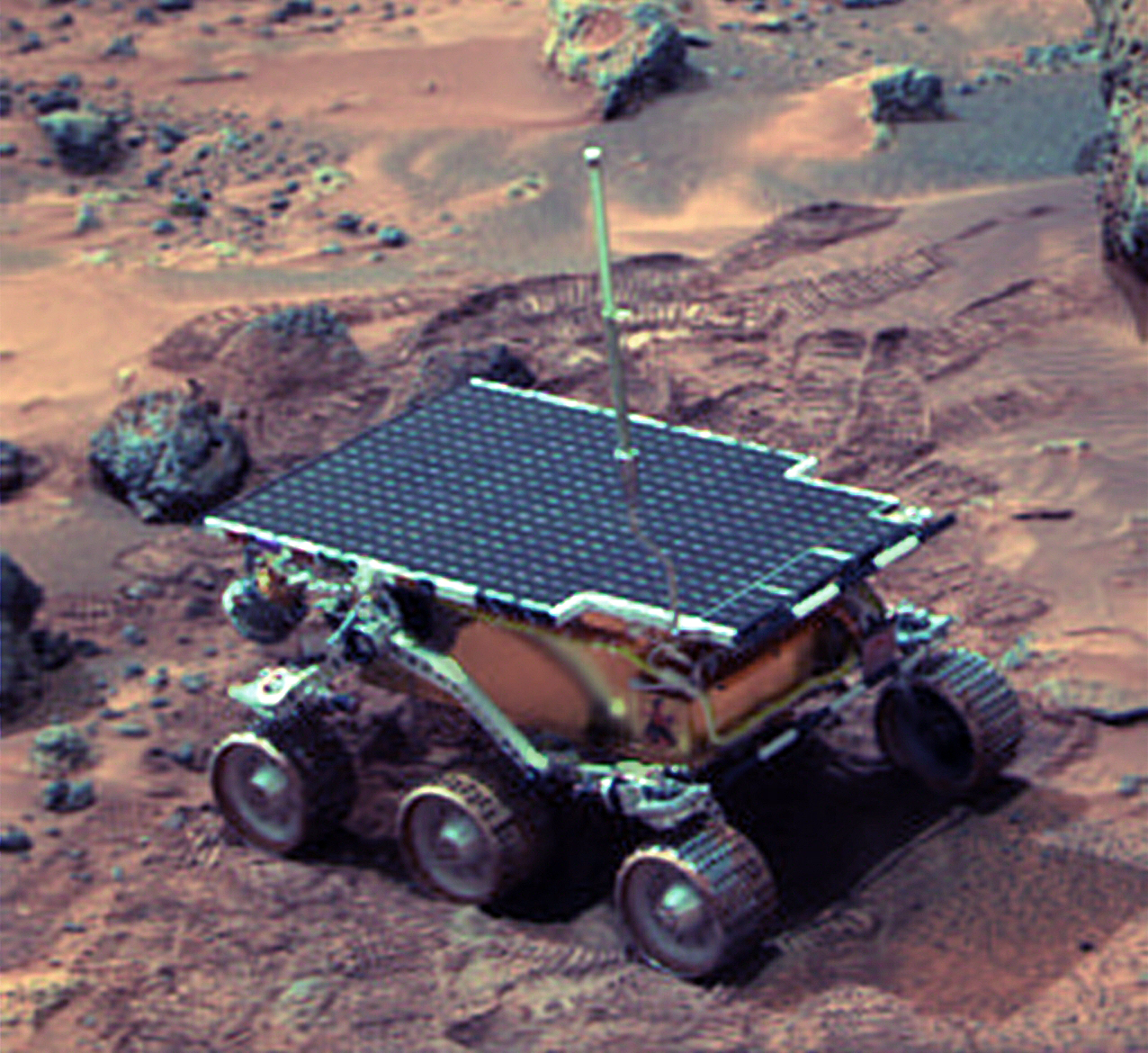
在火星上度過第22火星日的旅居者號。

- 証明發展更快、更好、更便宜的太空探測器是有可能的 (三年的發展和低於1億5000萬的成本)。
- 顯示可以用簡單的系統將科學儀器和酬載送往其它的行星，並且費用只是1974年維京人號任務的十五分之一 (相較之下，1974年的維京人號任務成本是美金9億3500萬[6]，相當於1997年的美金35億)。
- 這個任務結束後，包括運載火箭和任務行動，總支出為2億8000萬，證明了NASA承諾的致力於低成本行星探測任務。

## 科學實驗
拓荒者號攜帶了三種不同的科學儀器用來調查火星土壤。著陸器在延伸的桿子上裝設了立體照相機與空間性濾鏡，稱為火星拓荒者成像儀 (IMP，Imager for Mars Pathfinder)，和大氣結構儀/氣象學包 (ASI/MET，Atmospheric Structure Instrument/Meteorology Package)，組成一個火星氣象站，收集有關壓力、溫度和風的資料。MET的結構包括安裝在桿上不同高度的三個風向袋，最高的一個高度約為1米 (碼)，而測量到的風通常都來自西方。
旅居者號漫遊車攜帶了α質子X射線光譜儀 (APXS，Alpha Proton X-ray Spectrometer)，用來分析岩石和土壤的成分。漫遊車還有兩架黑白攝影機和一架彩色攝影機。這些儀器可以調查火星表面範圍從幾毫米到數百公尺的地質、地球化學和岩石表面的演化歷史，土地的磁力和力學的特徵，以及塵土的磁性特性，大氣和行星的軌道和自轉的動力學。
漫遊車裝載的三個攝影機：兩個黑白攝影機位於前面的是的像素是30萬（水平768×垂直484，由4×4個畫素組成一個方塊)，配合5個雷射條紋投影機，可以構成立體影像，測量並避開漫遊車路徑上的危險。第三個彩色攝影機位於背後靠近 APXS，有著相同的解像力，並且可以旋轉90度。它提供APXS目標區域的影像和漫遊車在地面上的軌跡。彩色攝影機4×4區塊中的16個像素，12個是對綠色敏感的，2個是紅色，兩個是紅外和藍色。所有的攝影機的鏡頭都做過鋅硒化，阻斷了低於500奈米以下的波長，因此實際上沒有藍光可以抵達這些對"藍/紅外"敏感的像素，因此只能記錄到紅外線。
所有的三架攝影機的CCD都是伊士曼柯達公司製造的，並且由漫遊車的CPU控制。它們都能自動曝光和處理損壞像素與影像參數 (曝光時間、壓縮資料等) 的能力，並且輸入信頭作為影像傳輸的一部分。漫遊車可以使用方塊編碼 (BTC) 的演算法壓縮前端攝影機的影像，但對後面的攝影機做同樣的處理時，有關色彩的資料將會被捨棄。攝影機在0.6公分至65公分的範圍內有良好的光學解析能力。

### 拓荒者號著陸器
1. 火星拓荒者成像儀 (IMP)，包括磁強計和風速計
2. 大氣層和氣象學的感測器 (ASI/MET)

### 旅居者號漫遊車
1. 影像系統：三個攝影機，前方兩個黑白立體攝影機[12]，後面一個彩色攝影機。
2. 雷射條紋危險探測系統。
3. α質子X射線光譜儀 (APXS)
4. 輪形磨蝕實驗
5. 物質黏附實驗
6. 加速計

## 登陸位置
降落地點是火星北半球座落在岩石之間，稱為阿瑞斯谷的古洪水平原，阿瑞斯谷的名稱源自古希臘神話，等同於古羅馬神話的戰神。科學家選擇這個地點是因為發現這是一個相對安全的表面，而在上一次大洪水期間土地上存放了各式各樣的岩石。在成功的著陸於 19°08′N 33°13′W / 19.13°N 33.22°W之後，這個著陸點被命名為 卡爾·薩根紀念站，以尊榮這位天文學家。

## 進入、下降和著陸

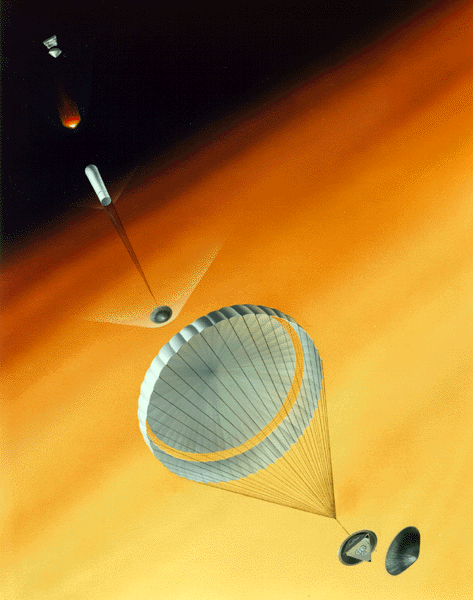
1990年代進入火星大氣層的圖解。

火星拓荒者號使用創新的系統進入火星的大氣層和登陸，包括進入莢囊 (密閉艙)、超音速降落傘、固態火箭推進和減緩衝擊的大型安全氣囊。

## 著陸器
著陸器是一個錐形四面體，觸地時四個表面的氣囊能吸收相當於3米/秒垂直速度和50米/秒水平速度下落時的衝擊能量，使落地時的衝擊力小於50克著陸後，
不管著地的姿態怎樣，著陸器3個側面的三解開“花瓣”自動展開，露出著陸器內的各種裝置和安裝在一側“花瓣”內表面的微型漫遊越野車
（因為是自動行走，用於蒐集火星原始微生物和原始微生物的化石，所以也被人泛稱為機器人）。
這種設計能確保著陸器擺正位置。 “花瓣”展開後的外露表面上還貼有砷化鎵太陽能電池片。

## 越野車
該車有長輪距、大扭矩的特點，能靈活爬上高15厘米的岩石，速度為1米/分鐘。它裝有一部自主式導航系統和使車體可以就地轉彎的獨立操縱的前後輪。它將使科學家首次有機會用設備在火星著陸場區附近漫遊，這對評價火星地殼構成很有用，能發現各式各樣的地殼岩石。

## 任務結束

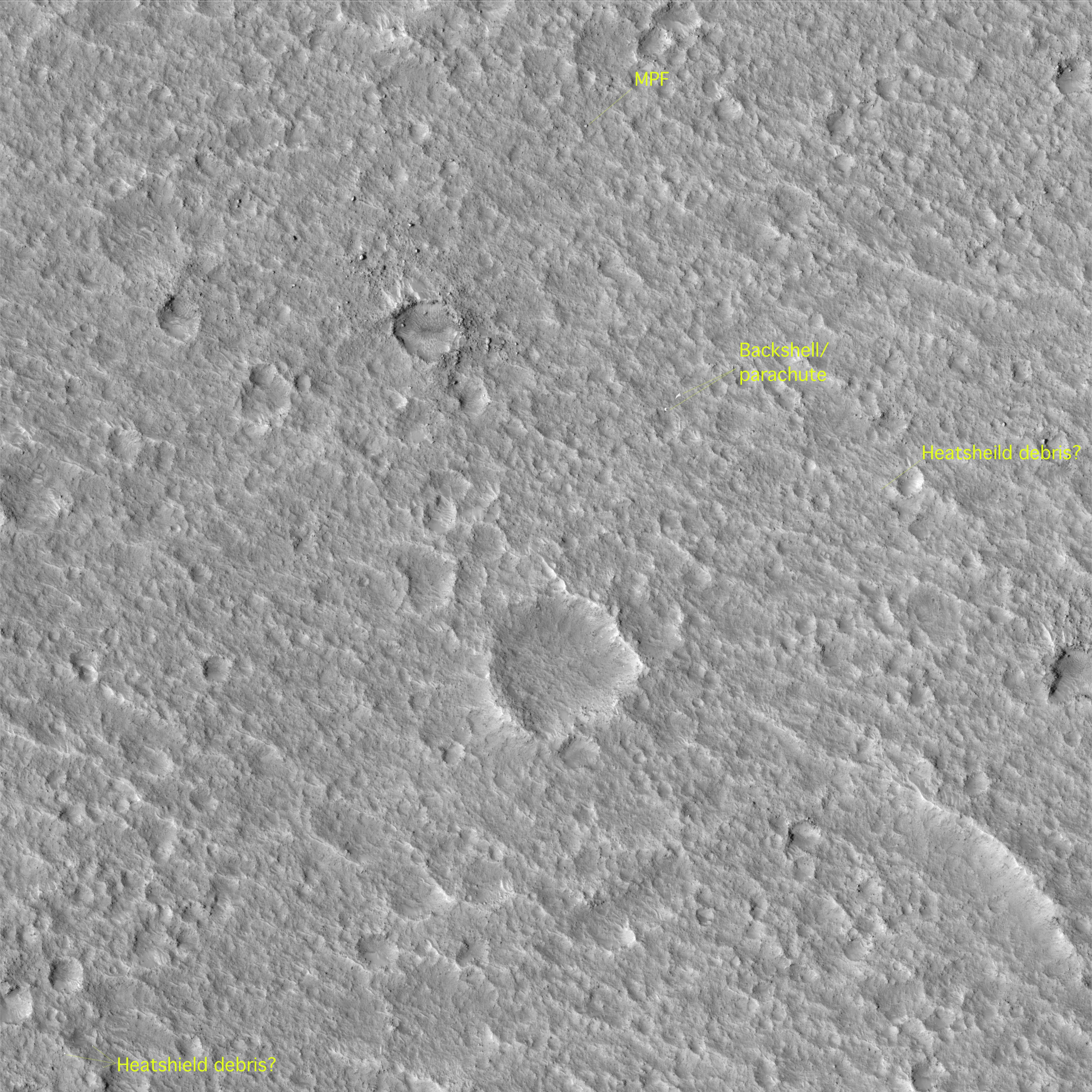
火星偵察軌道衛星的高解析度成像科學設備在太空中看到火星拓荒者號

儘管任務原本只有規劃維持一週至一個月，火星車卻成功的運作長達三個月。最後從拓荒者號收到的資料是在標準時間1997年9月27日10點23分，在10月7日通訊失敗。任務主管在接下來的五個月中試著恢復完整通訊，但任務仍在1998年3月10日被終止。
在延長的執行期間，旅遊者號在製作一個環繞地形的高解析度立體全景圖，本來要去一個有點距離的山脊探訪，但是在全景圖大概只完成了三分之一時，通訊就失敗了，而山脊探訪還沒有開始。
原本設計能夠運作一個月的車載電池，可能因為重複的充電與放電導致故障。這顆電池是用來替探測器的電子設備加熱，讓它們比火星上預期夜晚的溫度稍微來的高。隨著電池的故障，比平常更冷的溫度可能會導致重要元件停止運作，導致喪失通訊。任務在第一個月就已經超過了當初預期達到的目標。
火星偵察軌道衛星在2007年1月發現了拓荒者號的登陸器。

## 榮譽

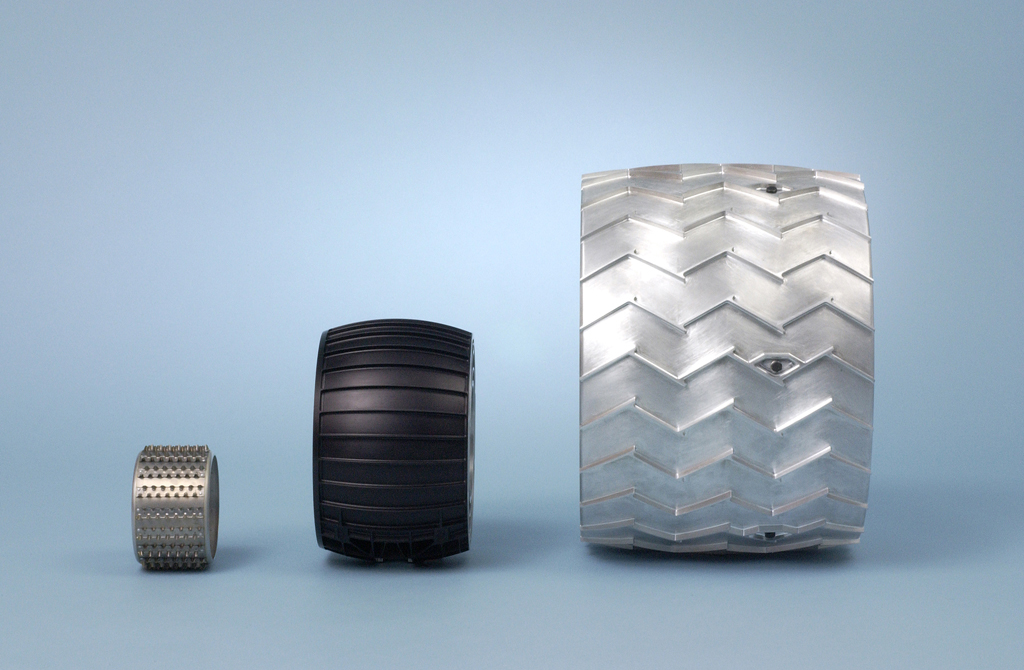
旅居者號、火星探測漫遊者和火星科學實驗室的輪子大小比較。

- 在1997年，旅居者號的團隊獲得噴射推進實驗室的卓越技術獎。
- 在1997年10月21日，美國地質學會於猶他州鹽湖城的行星地質分會年會中，授予旅居者號榮譽會員資格。
- 在2003年，旅居者號被正式引薦進入機器人名人堂。
- 旅居者號接近瑜珈岩的影像出現在科幻電視節目星艦前傳的片頭中。這是歷史上首度有另一行星表面的影像被使用在科幻影片或電視節目的頻道中[18]。卡爾薩根紀念站出現在星艦前傳的星際聯邦劇情中。
- 在2015年上映的电影《火星救援》中，主角瓦特尼通过找回火星探路者号来和NASA取得联系。与现实不同的是，故事中的火星探路者号因为故障失联而无启动过。

## 註解
1. ↑  Conway, Erik, "The 90s > The Discovery Program: Mars Pathfinder" （页面存档备份，存于）. NASA/JPL.
2. 1 2  "Mars Pathfinder Landing Press Kit July 1997" （页面存档备份，存于）. NASA.
3. ↑  . Washington Post. November 13, 1993  [2010-11-24]. （原始内容存档于2013-02-01）.
4. ↑  .   [2013-03-29]. （原始内容存档于2005-04-13）.
5. ↑  . The Planetary Report. August 1990  [2012-04-05]. （原始内容存档于2011-06-05）. Authors list列表中的|first1=缺少|last1= (帮助)
6. ↑  .   [2013-03-29]. （原始内容存档于2016-10-31）.
7. ↑  Smith, P. H.; Tomasko, M. G.; Britt, D.; Crowe, D. G.; Reid, R.; Keller, H. U.; Thomas, N.; Gliem, F.; Rueffer, P.; Sullivan, R.; Greeley, R.; Knudsen, J. M.; Madsen, M. B.; Gunnlaugsson, H. P.; Hviid, S. F.; Goetz, W.; Soderblom, L. A.; Gaddis, L.; Kirk, R. . Journal of Geophysical Research. 1997, 102 (E2): 4003–4026. Bibcode:1997JGR...102.4003S. doi:10.1029/96JE03568.
8. ↑  Smith P. H., Bell J. F., Bridges N. T.,. . Science. 1997, 278 (5344): 1758–1765. Bibcode:1997Sci...278.1758S. PMID 9388170. doi:10.1126/science.278.5344.1758.
9. ↑  Schofield J. T., Barnes J. R., Crisp D., Haberle R. M., Larsen S., Magalhaes J. A., Murphy J. R., Seiff A., Wilson G. . Science. 1997, 278 (5344): 1752–1758. Bibcode:1997Sci...278.1752S. PMID 9388169. doi:10.1126/science.278.5344.1752.
10. ↑  Windsocks on Mars （页面存档备份，存于）, NASA
11. ↑  R. Rieder, H. Wänke, T. Economou, A. Turkevich. . J. Geophysical Research. 1997, 102: 4027–4044. Bibcode:1997JGR...102.4027R. doi:10.1029/96JE03918.
12. 1 2  .   [2013-03-30]. （原始内容存档于2016-03-05）.
13. ↑  Mars Pathfinder Science Results （页面存档备份，存于）, NASA
14. 1 2 3  . sciencemag.org.   [June 10, 2015]. （原始内容存档于June 21, 2013）.
15. ↑   (PDF).   [September 30, 2013]. （原始内容存档 (PDF)于May 13, 2013）.
16. ↑  McKee, Maggie. . New Scientist. January 12, 2007  [September 4, 2017]. （原始内容存档于April 24, 2015）.
17. ↑  . NASA.   [June 10, 2015]. （原始内容存档于May 20, 2015）.
18. ↑  . IMDb.com.   [2010-11-24]. （原始内容存档于2011-02-12）.